# Chlorodrepana angustimargo
Chlorodrepana angustimargo là một loài bướm đêm trong họ Geometridae.